# 곡산군 (대한민국)
곡산군(谷山郡)은 대한민국 황해도에 있는 대한민국의 군이다. 이북5도위원회가 관리하는 명목상의 행정 구역이다. 황해도 북동부에 위치한 군으로, 면적은 1,854.95km2이며, 12개 면, 69개 리를 관할하고 있다. 군청소재지는 곡산면 능동리이다.

## 행정 구역
| 면             | 면적(km2) | 리 숫자 | 리(里)                                                                                             |
| -------------- | --------- | ------- | -------------------------------------------------------------------------------------------------- |
| 곡산면(谷山面) | 27.82     | 8       | 능동(陵洞) 남천(南川) 장림(長林) 송항(松項) 부평(富坪) 적성(赤城) 연하(蓮荷) 장(長)                |
| 도화면(桃花面) | 100.49    | 6       | 평원(平原) 산양(山陽) 월계(月溪) 현암(玄岩) 무릉(武陵) 갈천(葛天)                                  |
| 동촌면(東村面) | 253.67    | 5       | 한달(閑達) 귀락(貴洛) 이상(梨上) 이하(梨下) 오륜(五倫)                                             |
| 멱미면(覓美面) | 193.31    | 9       | 문암(文岩) 마하(摩訶) 상단(上端) 오류(五柳) 생왕(生旺) 송현(松峴) 두무(杜霧) 장양(長陽) 하단(下端) |
| 봉명면(鳳鳴面) | 171.73    | 4       | 신언(新彦) 조양(朝陽) 동천(桐川) 택인(擇仁)                                                        |
| 상도면(上圖面) | 220.17    | 6       | 웅담(熊潭) 지경(地境) 대동(大同) 장암(將岩) 방동(坊洞) 희업(希業)                                  |
| 서촌면(西村面) | 65.53     | 4       | 도리포(桃李浦) 조인(助仁) 화천 (貨泉) 금성(錦城)                                                   |
| 운중면(雲中面) | 101.65    | 7       | 초평(草坪) 유촌(柳村) 완정(完井) 동포(洞浦) 우밀(右密) 문원(文原) 임계(林溪)                       |
| 이령면(伊寧面) | 221.68    | 4       | 추전(楸田) 난전(蘭田) 도음(陶陰) 거리소(巨利所)                                                    |
| 청계면(淸溪面) | 116.42    | 4       | 문양(文陽) 청송(靑松) 성곡(城谷) 고로(古老)                                                        |
| 하도면(下圖面) | 179.5     | 4       | 명탄(鳴灘) 미산(眉山) 횡천(橫川) 하남(河南)                                                        |
| 화촌면(花村面) | 197.3     | 8       | 광천(廣川) 도리(桃李) 청금(靑衿) 운암(雲岩) 청룡(靑龍) 봉산(蓬山) 장평(長坪) 무고(無故)            |

## 참고 문헌
- “황해도 시군 소개”. 이북5도위원회.
- “황해도 기구 및 정원”. 이북5도위원회.

## 같이 보기
- 곡산군